# Alexander Prinzipalow
Alexander Kirilowitsch Prinzipalow  (russisch Александр Кириллович Принципалов; * 1949; † 9. April 1997 in Moskau) war ein sowjetischer Geheimdienstfunktionär des KGB und gilt als einer der Verantwortlichen für den Aufkauf der Rosenholz-Dateien (Rosewood) durch die CIA nach der Auflösung des MfS im Herbst 1989.

## Tätigkeiten
Seit 1977 war Prinzipalow als Diplomat getarnt an der sowjetischen Botschaft in Oslo eingesetzt. Anfang der 1980er Jahre wurde er dort kurzfristig wegen Spionageverdacht festgenommen und aus Norwegen ausgewiesen. Ab 1985 setzte ihn das KGB daher als Verbindungsoffizier zur MfS-Abteilung Hauptverwaltung A unter dem damaligen örtlichen Leiter in Ostberlin Iwan Kusmin ein.

## Rosenholz-Dateien
Im Dezember 1989 wurde er als KGB-Stationsleiter mit Sitz in der KGB-Zentrale Karlshorst beauftragt, die vom MfS durch den Oberstleutnant des MfS Rainer Hemmann übergebene HVA-Mobilmachungskartei (eine Zusammenstellung von etwa 350.000 Datensätzen aller Klar- und Decknamen der Agenten der HVA) nach Moskau zu bringen, um diese dort im vermeintlich sicherem Freundesland verwahren zu können. Er steht hierbei im Verdacht, diese gemeinsam mit dem KGB-Oberst Alexander Sjubenko auf Mikrofilm kopiert und 1992 während der Auflösungswirren des KGB dann der CIA verkauft zu haben. Kurier soll hierbei der als Militärhistoriker getarnte CIA-Agent Charles Atwood gewesen sein, welcher bereits in der Zeit der Berliner Luftbrücke Adjutant von General Lucius D. Clay gewesen sein soll.

## Ungeklärter Tod
Am 9. April 1997 starb Prinzipalow an einem mysteriösen Herzinfarkt in seinem Auto sitzend direkt vor seiner Haustür. Die genauen Todesumstände wurden nie geklärt und bieten daher Stoff für zahlreiche Spekulationen, zumal auch Sjubenko 1995 während einer Autofahrt unter ungeklärten Umständen starb.